# Funzioni di Mathieu
In matematica, le funzioni di Mathieu sono funzioni speciali definite come soluzioni dell'equazione di Mathieu, un'equazione differenziale ordinaria del secondo ordine, un caso particolare dell'equazione di Hill.
Le funzioni di Mathieu sono utili per trattare una varietà di problemi interessanti della matematica applicata quali le membrane vibranti ellittiche, vari problemi concernenti la risonanza parametrica o le soluzioni esatte di onda piana in relatività generale. Sono state introdotte nel 1868 dal matematico francese Émile Mathieu (1835-1890) durante lo studio delle membrane vibranti.
Nei sistemi computazionali Maple e Mathematica sono implementate varie funzioni speciali collegate alle funzioni di Mathieu.

## Definizione
Le funzioni di Mathieu sono definite come le soluzioni dell'equazione di Mathieu:
{\displaystyle {\frac {d^{2}y}{dx^{2}}}+[a-2q\cos(2x)]\,y=0}
La sostituzione {\displaystyle x\rightarrow \arccos(x)} consente di dare a questa equazione la forma razionale:
{\displaystyle {\frac {d^{2}y}{dx^{2}}}={\frac {x}{1-x^{2}}}\,{\frac {dy}{dx}}+{\frac {(4x^{2}-2)\,q-a}{1-x^{2}}}\,y}
Questa presenta due singolarità regolari per {\displaystyle x=\pm 1} e una singolarità irregolare all'infinito; questo implica che in generale (contrariamente a quanto accade alla maggior parte delle funzioni speciali) le soluzioni dell'equazione di Mathieu non possono essere espresse in termini di funzioni ipergeometriche.

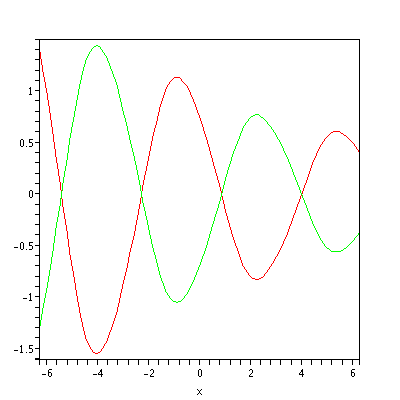
Soluzione di Floquet nel caso in cui, e (parte reale in rosso, parte immaginaria in verde)

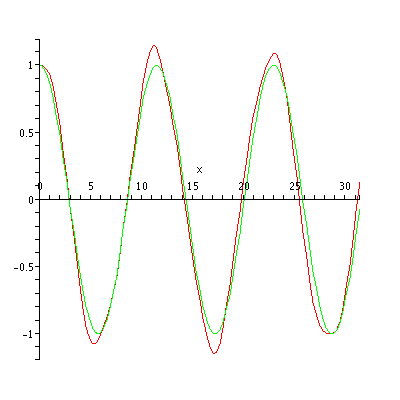
Funzione coseno di Mathieu: in rosso il grafico di.

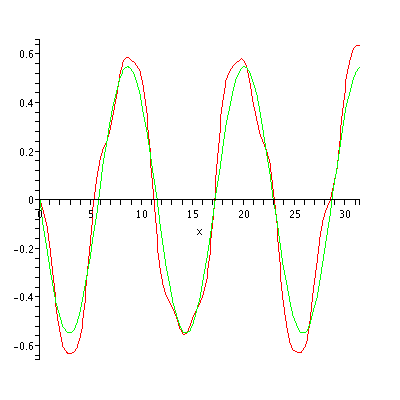
Funzione coseno di Mathieu: in rosso il grafico di.

## Soluzione di Floquet
Grazie al teorema di Floquet, per valori fissati di {\displaystyle a} e {\displaystyle q}, l'equazione di Mathieu ammette una soluzione a valori complessi della forma:
{\displaystyle F(a,q,x)=\exp(i\mu )\,P(a,q,x)}
dove {\displaystyle \mu } è un numero complesso, chiamato esponente di Mathieu, e {\displaystyle P} è una funzione a valori complessi che è periodica con periodo {\displaystyle \pi }. Tuttavia in generale la funzione {\displaystyle P} non è sinusoidale.

## Funzioni seno e coseno di Mathieu
Per {\displaystyle a} e {\displaystyle q} fissati, si definisce la funzione coseno di Mathieu {\displaystyle \,C(a,q,\xi )} una funzione di {\displaystyle \xi } definita come l'unica soluzione dell'equazione di Mathieu la quale assume il valore {\displaystyle \,C(a,q,0)=1} ed è una funzione pari, o equivalentemente ha per la derivata {\displaystyle C^{\prime }(a,q,0)=0}.
Similmente si definisce come funzione seno di Mathieu {\displaystyle \,S(a,q,\xi )}, l'unica soluzione che assume il valore {\displaystyle S(a,q,0)=0} ed è una funzione dispari, o equivalentemente ha per la derivata {\displaystyle S^{\prime }(a,q,0)=1}.
Queste sono funzioni a valori reali strettamente collegate alla soluzione di Floquet:
{\displaystyle C(a,q,x)={\frac {\exp(i\mu )}{F(a,q,0)}}\,{\frac {P(a,q,x)+P(a,q,-x)}{2}}}
{\displaystyle S(a,q,x)={\frac {\exp(i\mu )}{F(a,q,0)}}\,{\frac {P(a,q,x)-P(a,q,-x)}{2}}}
La soluzione generale dell'equazione di Mathieu (per valori fissati di {\displaystyle a} e {\displaystyle q}) è una combinazione lineare delle funzioni coseno e seno di Mathieu.
Un caso speciale notevole è:
{\displaystyle C(a,0,x)=\cos({\sqrt {a}}x)\qquad S(a,0,x)={\frac {\sin({\sqrt {a}}x)}{\sqrt {a}}}}
In generale, seno e coseno di Mathieu sono funzioni aperiodiche. Ciò nonostante, per piccoli valori di {\displaystyle q}, si hanno le uguaglianze  approssimate:
{\displaystyle C(a,q,x)\approx \cos({\sqrt {a}}x)\qquad C^{\prime }(a,q,x)\approx {\sqrt {a}}\cos({\sqrt {a}}x)}

## Soluzioni periodiche
Dato {\displaystyle q}, per un insieme numerabile di valori speciali di {\displaystyle a}, chiamati valori caratteristici, l'equazione di Mathieu ammette soluzioni periodiche di periodo {\displaystyle 2\pi }. I valori caratteristici del coseno e del seno di Mathieu sono denotati rispettivamente con {\displaystyle a_{n}(q)} e {\displaystyle b_{n}(q)}, dove n varia sui numeri naturali. Le speciali funzioni coseno e seno di Mathieu periodiche sono spesso scritte {\displaystyle CE(n,q,x),\,SE(n,q,x)} rispettivamente; tradizionalmente venivano invece normalizzate diversamente con una diversa normalizzazione consistente nella richiesta che la loro norma {\displaystyle L^{2}} fosse uguale a {\displaystyle \pi }). Quindi per valori positivi della {\displaystyle q} si ha:

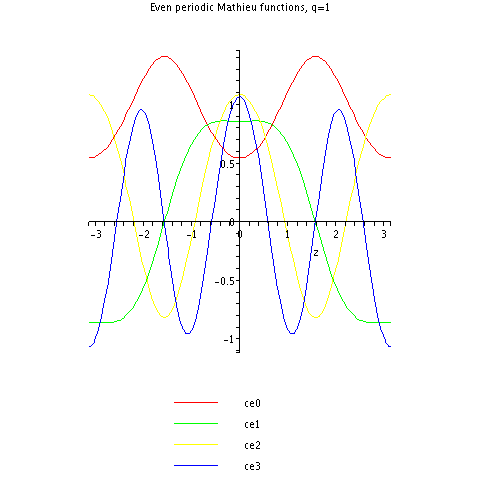
Prime funzioni coseno di Mathieu che sono periodiche relative a. Si noti che, ad esempio, (in verde) assomiglia a una funzione coseno, ma presenta elevazioni più smussare e vallate più allargate.

{\displaystyle C\left(a_{n}(q),q,x\right)={\frac {CE(n,q,x)}{CE(n,q,0)}}\qquad S\left(b_{n}(q),q,x\right)={\frac {SE(n,q,x)}{SE^{\prime }(n,q,0)}}}